# Monimbo
Monimbó.- indijansko pleme nepoznatog etničkog i jezičnog porijekla nastanjeno u Nikaragvi. Danas broje oko 10.000. Mnogi su stradali u ratu za vrijeme Somozine vladavine. Po vjeri su katolici. Poznati su po izradi visećih ležaljki. Glavno središte im je istoimeni selo kod grada Masaya. 

## Vanjske poveznice
- MIM - Movimiento Indígena Monimbó  Arhivirana inačica izvorne stranice od 15. svibnja 2006. (Wayback Machine)
- Comunidad Indigena de Monimbo, Masaya.